# 科阿塔區

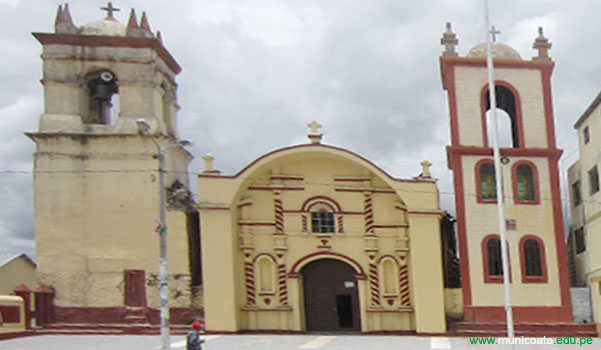

科阿塔區（西班牙語：Distrito de Coata），是秘魯的一個區，位於該國東南部普諾大區的普諾省，面積104平方公里，海拔高度3,814米，2005年人口6,994，人口密度每平方公里67人。